# Lauchringen
Lauchringen là một xã ở huyện Waldshut trong bang Baden-Württemberg thuộc nước Đức. Thị xã này có hai phần tên là Oberlauchringen và Unterlauchringen.

## Đô thị kết nghĩa=
St. Pierre de Chandieu, đông nam Lyon, từ năm 1997
- Homepage der Gemeinedeverwaltung Lauchringen